# Украинский, Олег Иванович
Олег Иванович Украинский (1913, Москва — ?) — агент германской военной разведки (оперативный псевдоним Гунн), затем советский разведчик, активный участник организованной советскими контрразведчиками радиоигры Развод (оперативные псевдонимы Москвич, Спортсмен).

## Биография
Окончил техникум по специальности холодная обработка металлов, работал слесарем на Московском заводе № 119. 10 января 1942 года арестован и осужден по статье 16-59-3 (по обвинению в краже во время воздушных тревог) к семи годам исправительно-трудовых лагерей с поражением в правах сроком на три года. Впоследствии срок наказания ему был снижен до двух лет с посылкой на фронт миномётчиком в 40-ю штрафную роту 4-го стрелкового полка.
В ночь на 18 апреля 1943 года в двадцати километрах от Невеля подразделение, в котором служил Украинский, захватило при взятии 166-й высоту. Однако, через несколько часов немцы предприняли успешную контратаку, входе которой отбили потерянные позиции, взяв в плен 18 красноармейцев, в том числе Украинского. Содержался в Борисовском лагере; в мае 1943 года в лагере был завербован германской военной разведкой. После обучения в Борисовской разведшколе был направлен в советский тыл с разведывательным заданием. В ночь на 23 октября 1943 года он был выброшен с самолёта на парашюте в районе города Клин Калининской (ныне Тверской) области. После приземления Гунн был задержан патрулём и доставлен в Клинский городской отдел НКГБ.
При себе Гунн имел радиостанцию, фиктивные документы на своё настоящее имя и фамилию, удостоверение личности о службе в должности помощника начальника административно-хозяйственного отдела 4-й ударной армии, расчётную и вещевую книжки, удостоверение об отпуске на 10 дней в Москву, выписку из приказа по войскам 4-й ударной армии о снятии судимости, пропуска на право беспрепятственного хождения по Москве (в условиях воздушной тревоги и нахождение по городу позже 24 часов), временные удостоверения о награждении медалями «За боевые заслуги» и «За отвагу», предписание об откомандировании в Административно-хозяйственное управление № 2 Наркомата обороны СССР для дальнейшего прохождения службы, аттестат на довольствие и требование на перевозку по железной дороге. Гунн получил указание от германской разведки после 10-дневного пребывания в отпуске, пользуясь документами, которыми его снабдили в абвере, рассказывать своим родственникам, что он якобы устроился в Административно-хозяйственное управление Наркомата обороты СССР. Необходимые справки об этом Гунн должен был изготовлять самостоятельно, пользуясь имевшимися у него бланками.
По словам самого Гунна, его задание состояло в том чтобы пробраться в Москву, устроиться на постоянное место жительства и собирать разведывательные данные о дислокации оборонных заводов в Москве, выпускаемой ими продукции и местах их отправки, сообщать о передвижении грузов по окружной железной дороге и их направлении, установить формы пропусков на право хождения по Москве во время воздушной тревоги и после 24 часов.
На допросах Гунн описал руководителей Борисовской разведшколы абвера, дал подробные сведения об организации радиосвязи с германской разведкой. Оценив полученные сведения от Гунна, 10 ноября 1943 года 3-й отдел ГУКР Смерш решил начать радиоигру с немцами, Гунну были присвоены псевдонимы «Москвич» и «Спортсмен». Название радиоигры выбрали исходя из сложившейся ситуации. В Смерше обратили внимание на то, что абвер требовал от своих агентов после приземления в течение 7-10 дней выйти в эфир и доложить о начале работы. По объективным обстоятельствам изучение личности немецкого агента и его заданий заняло три недели, поэтому для оправдания долгого молчания агента перед абвером было решено сообщить, что Гунн был занят оформлением развода с женой. Отсюда и было взято название радиоигры — «Развод». Главной целью которой было скрыть от германской разведки планы летнего наступления Красной армии. Всего за период «Развода» противнику было передано 69 радиограмм, получено 23.
18 ноября в 12 часов 37 минут из парка Сокольники в абвер ушла первая радиограмма: «Прошу извинить, что не связывался. Устраивал личные дела. Дома неприятности, жена вышла замуж. Восстанавливаю другие связи, приступаю работать». Во время следующего сеанса связь с немцами установить не удалось.
16 декабря 1943 года в абвер была направлена радиограмма: «Господин капитан, вы были правы. Обстановка показала, одному работать трудно. Направьте москвича Громова Михаила, который не выговаривает букву Р, раньше он был согласен со мной ехать. Парень надёжный, знает город и имеет связи». В тот же день из абвера пришла шифровка: «Ваши трудности учитываем, тем не менее ожидаем вашей работы. Вы уже больше месяца там. Все силы нужны для победы над жидо-большевиками. Новая Россия ждёт этого. Привет. Капитан.»
В ходе радиоигры «Развод» при помощи Гунна советскими контрразведчиками были задержаны немецкие разведчики Громов, Холостов и Воронов. За честное выполнение задании органов государственной безопасности и проявленные при этом инициативу и смелость Указом Президиума Верховного Совета Союза СССР от 31 июля 1944 года Гунн награждён орденом Красной звезды. Следствие по его делу было прекращено. В мае 1945 года он проживал в Москве.

## Награды
- Орден Красной Звезды
- Медаль За Храбрость 2-го класса в серебре